# Mezőhék
Mezőhék község az Észak-Alföldi régióban, Jász-Nagykun-Szolnok vármegyében, a Mezőtúri járásban.

## Fekvése
Az Alföldön, a megye déli részén található, a Tiszától mintegy 10 kilométerre kelet felé, a Nagykunsági-főcsatorna mellett. Tiszaföldvártól 10 kilométerre keletre, Mezőtúrtól 18 kilométerre nyugatra található. A legközelebbi település a 6 kilométerre délkeletre fekvő Mesterszállás; a szomszédos települések: észak felől Kétpó, kelet felől Mezőtúr, délkelet felől Mesterszállás, dél felől Öcsöd, délnyugat felől Tiszaföldvár, nyugat felől Martfű, északnyugat felől pedig Kengyel.

### Megközelítése
A település belterületén a Tiszaföldvárt (és 442-es főutat) Mezőtúrral (illetve a 46-os főúttal) összekötő 4628-as út halad keresztül, ez a leginkább kézenfekvő megközelítési útvonala. Közigazgatási területét érinti még – lakott területeit kelet felől súrolva – az Öcsödöt és a 44-es főutat Martfűvel és a 442-es főúttal összekötő 4627-es út is.
Vasútvonal nem vezet át a településen, a legközelebbi vasútállomások Martfűn és Tiszaföldváron, illetve  Mezőtúron találhatók.

## Története
Az 1500-1600-as években Hékpusztaként említik az írásos források. Az kiterjedt tanyavilág lakói között csak az oktatás területén alakult ki szorosabb kapcsolat, az is csak 1874-ben, amikor a helyiek iskola létesítése céljából összefogtak. A település az itteni kiterjedt tanyavilágból jött létre 1951. december 30-án a Belügyminisztérium utasítására.

### Nevének eredete
A „mező-” előtag a kiterjedt pusztaságra utal. A „-hék” utótag pedig onnan ered, hogy az itteni lakosok héknek nevezték a kiszáradt folyómedreket, amelyek egykor a Tisza és a Kőrös vízrendszeréhez tartoztak.

## Közélete

### Polgármesterei
- 1990–1994: Halász Vince (független)[4]
- 1994–1998: Halász Vince (független)[5]
- 1998–2002: Halász Vince (független)[6]
- 2002–2006: Halász Vince (független)[7]
- 2006–2010: Fórizs Ágnes Karolina (független)[8]
- 2010–2014: Fórizs Ágnes Karolina (független)[9]
- 2014–2019: Fórizs Ágnes Karolina (független)[10]
- 2019–2024: Fórizs Ágnes Karolina (független)[11]
- 2024– : Kovács Máté Dániel (független)[1]

A település képviselő-testülete (a polgármesterrel együtt) 7 főből áll. Az önkormányzat címe: 5453 Mezőhék, Felszabadulás út 1., telefonszámai: 56/314-001 és 56/570-003 (előbbi faxszám is); e-mail címe: ph@mezohek.hu, a település hivatalos honlapja: www.mezohek.hu

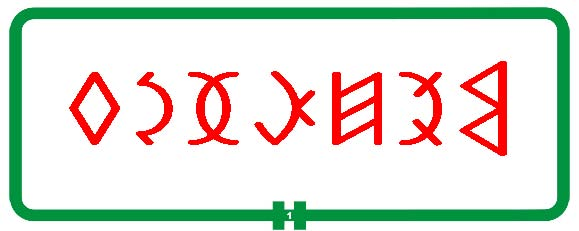
Mezőhék község neve székely-magyar rovásírással

## Népesség
A település népességének változása:
| Lakosok száma | 340  | 356  | 347  | 334  | 326  | 343  | 311  |
|               | 2013 | 2014 | 2017 | 2021 | 2022 | 2023 | 2024 |

2001-ben a település lakosságának közel 100%-a magyar nemzetiségűnek vallotta magát.
A 2011-es népszámlálás során a lakosok 93,5%-a magyarnak mondta magát (6,5% nem nyilatkozott).
2022-ben a lakosság 92,9%-a vallotta magát magyarnak, 0,6% cigánynak, 0,3% görögnek, 1,5% egyéb, nem hazai nemzetiségűnek (7,1% nem nyilatkozott; a kettős identitások miatt a végösszeg nagyobb lehet 100%-nál).

## Gazdaság

### Mezőgazdaság
Amikor a területen még csak tanyavilág létezett más lehetőség nem lévén a helybeliek mezőgazdasággal foglalkoztak. Ez jelentette számukra az egyetlen megélhetési formát. Ez nem változott azután sem, hogy a tanyavilágból község lett, így a lakosság jelentős része jelenleg is földműveléssel, illetve állattenyésztéssel keresi a kenyerét.

## Vallás
A 2001-es népszámlálás adatai alapján a lakosok kb. 34,5%-a református és kb. 26%-a római katolikus vallású. Nem tartozik egyetlen egyházhoz vagy felekezethez sem, illetve nem válaszolt kb. 39,5%.
2011-ben a vallási megoszlás a következő volt: római katolikus 12,6%, református 17,6%, felekezeten kívüli 54,4% (15,3% nem nyilatkozott).
2022-ben vallásuk szerint 11,3% volt református, 10,1% római katolikus, 0,3% egyéb katolikus, 40,2% felekezeten kívüli (38% nem válaszolt).

### Római katolikus egyház
A Szeged-Csanádi egyházmegye (püspökség) Szarvasi Esperesi Kerületében lévő Mesterszállási plébániához tartozik, mint filia. Római katolikus templomának titulusa: Szent Kereszt.

## Látnivalók
- Római katolikus (Szent Kereszt-) templom: 1996-ban épült.
- Római katolikus (Mária Magdolna-) kápolna: 1866-ban építtette Kövér János.
- Kastély: A Szarka család építtette.